# 津警察署
津警察署（つけいさつしょ）は、三重県警察が管轄する警察署の一つである。
県警の筆頭署であり、警視正が署長を務める。署員数約220名。

## 所在地
- 三重県津市丸之内22-1

## 管轄区域
- 津市（旧津市の一部、旧安芸郡地域）

## 沿革
- 1875年（明治8年）：三重県警察津出張所として大門町に設置される[1] 。
- 1879年（明治12年） - 奄芸郡白子町に白子分署を設置[2]。
- 1882年（明治15年） - 白子分署が白子警察署に昇格[2]。
- 2006年（平成18年）1月1日：管内の旧・津市と安芸郡3町1村（河芸町、芸濃町、美里村、安濃町）。津南警察署（旧・久居警察署）の管轄区域である久居市と、一志郡3町1村（香良洲町、一志町、白山町、美杉村）が新設合併し、新・津市となったため、管轄区域市町村数が、1市3町1村から、1市のみになった。

## 組織
- 会計課
  - 会計係
- 警務課
  - 警務係
  - 安全相談・被害者支援係
- 留置管理課
  - 留置管理係
- 生活安全課
  - 生活安全係
  - 少年係
  - 捜査係
- 地域課
  - 企画指導係
  - 事件指導・教養係
  - 地域係
  - 通信指令係
- 刑事第一課
  - 捜査庶務係
  - 強行盗犯係
  - 鑑識係
- 刑事第二課
  - 知能犯係
  - 組織犯罪対策係
- 交通第一課
  - 交通総務係
  - 交通規制係
- 交通第二課
  - 捜査庶務係
  - 交通指導係
  - 交通捜査係
- 警備課
  - 警備第一係
  - 警備第二係

## 交番
| 交番       | 自治体 | 所在地     |
| ---------- | ------ | ---------- |
| 一身田     | 津市   | 一身田町   |
| 津駅前     | 津市   | 羽所町     |
| 大門       | 津市   | 大門       |
| 津新町駅前 | 津市   | 新町       |
| 岩田橋     | 津市   | 本町       |
| 河芸町     | 津市   | 河芸町一色 |

## 警察官駐在所
| 警察官駐在所 | 自治体 | 所在地         |
| ------------ | ------ | -------------- |
| 高野尾       | 津市   | 高野尾町       |
| 櫛形         | 津市   | 殿村           |
| 片田         | 津市   | 片田井戸町     |
| 神戸         | 津市   | 神戸           |
| 椋本         | 津市   | 芸濃町椋本     |
| 安西         | 津市   | 芸濃町北神山   |
| 曽根         | 津市   | 安濃町曽根     |
| 東観         | 津市   | 安濃町東観音寺 |
| 美里         | 津市   | 美里町三郷     |

## 主な未解決事件
- 津市市営団地内老女殺害事件[3]